# Альфред Шюц
Альфред Шюц (Шуц, Шутц, Шютц) (нім. Alfred Schütz; народився 13 квітня 1899 у Відні — помер 20 травня 1959 у Нью-Йорку) — австрійський (Австро-Угорщина) та американський філософ і соціолог єврейського походження, послідовник Гусерля, головний представник та основоположник феноменологічної соціології.

## Біографія
Народився в Австро-Угорщині, у Відні. Там він вивчав юриспруденцію та економіку. Згодом працював юрисконсультом в банківських установах, займаючись при цьому науковою роботою. Після приєднання Австрії до Німеччини у 1939 році Альфред Шюц емігрував до Франції, а звідти — до США. У Нью-Йорку він вступає до Нової Школи на відділення соціальних досліджень, де довший час працює над своїми книгами та займається викладацькою діяльністю. Його науковими орієнтирами були Анрі Бергсон та Едмунд Гуссерль. Альфред Шюц відіграв важливу роль у американській соціології. Він був членом правління Міжнародної Асоціації Феноменології, а з 1941 — співредактором (разом із Марвін Фарбер) журналу філософських та феноменологічних досліджень. У 1943 році він починає викладати, а уже в 1952 році отримує наукову посаду — стає професором соціології Нью-Йоркської Нової школи соціальних досліджень. Через сім років він помирає, так і не дописавши працю про структури життєсвіту, котру завершив його учень — Томас Лукман.

## Основні ідеї
В основному Шюц спирався на феноменологічну школу Гусерля, яка прагнула досягнути розуміння трансцендентального его і спрямовувала його назовні, до розгляду інтерсуб'єктивності. Дещо пізніше, Шюц займається етнометодологією. Також на його погляди мали значний вплив соціологія Макса Вебера та символічний інтеракціонізм. З урахуванням їхніх ідей Шюц продовжив розвиток Гусерлевого вчення з нових концептуальних підходів.
Значний резонанс у науковому світі викликала перша книга Шюца «Der sinnhafte Aufbau der sozialen Welt», котра побачила світ у 1932 році. Він критикує слабкі місця Веберівської «розуміючої соціології».
Якщо прослідкувати динаміку наукових зацікавлень Альфреда Шюца, то можна зробити наступний висновок. Спершу найбільший інтерес для нього складали проблеми свідомості, але згодом Шюц більше уваги став приділяти дослідженням «інтерсуб'єктивного життєсвіту». Однак, навіть займаючись життєсвітом він продовжував висувати гіпотези щодо свідомості та людських мотивів. Також Шюц намагався зрозуміти спосіб, за допомогою якого люди будують соціальну реальність, а також яким вони наслідують та переймають культурну дійсність у своїх попередників.

## «Змістовна будова соціального світу»
У своєму magnum opus «Змістовна будова соціального світу» (1932) Альфред Шюц пропонує обґрунтування соціальних наук крізь призму феноменології. Головні ідеї цієї праці беруть витоки у Гусерлевій феноменології. Шюц аналізує формування змісту соціальних структур, беручи за основу індивідуальну свідомість. Звідси, формування соціального — це продукт об'єктивації знання в процесі людської практики. Окрім цього Шюц, спираючись на свої ж ідеї, досліджував структури мотивів соціальної дії, форми та методи повсякденної свідомості, соціальне сприйняття, раціональність та низку інших проблем. Визнання Шюц здобув не одразу, але після перекладу його праць у 70-х — 80-х роках XX століття на англійську (він писав німецькою), його ідеї набули широкої популярності.

## Основні поняття
Інтерсуб'єктивність. Альфред Шюц використовує це поняття у широкому та вузькому сенсах. Вузький — для розуміння того, як одні люди можуть осягнути свідомість інших. Тобто те, як індивід може зрозуміти іншого, якщо він живе у рамках своєї індивідуальної свідомості. У широкому сенсі інтерсуб'єктивність використовується для позначення відносин із соціальним світом та його природою знань.
Соціальний порядок — наслідок загального уявлення про спільності світу, сукупності предметів і подій суспільного культурного світу, але без нормативного консенсусу, який нам пропонує функціоналізм.
Життєсвіт (світ повсякденності). За Шюцом — це один із аспектів соціального життя. Життєсвітом вважається внутрішній світ людини, який діє за двома головними принципами. Згідно з першим — людина виступає спостерігачем соціальної реальності, а згідно з другим — вона піддається стримуванню та регулюванню з боку соціальних та культурних структур, котрі утворилися набагато раніше її самої (успадкувалися від предків).
У життєсвіті існують певні приватні (біографічно визначені) аспекти світу. Зокрема, Альфред Шюц у понятті «життєсвіту» виділяв два типи відносин — «ми-відносини» та «вони-відносини». «Ми-відносини» — це тип інтимних відносин, котрі відбуваються тет-а-тет, безпосередньо між двома акторами. Саме міжособистісні відносини грають значну роль у життєсвіті, але дослідити їх важко. Інший тип, тобто «вони-відносини», що означає стримані безособистісні стосунки, досліджувати з наукової точки зору куди простіше.